# 亞洛維切拉河
亞洛維切拉河（{{lang-uk|Яловичера）是烏克蘭西南部的河流，屬於比利切列莫什河的支流。該河發源自上亞洛韋茨以南，流經切爾尼夫齊州的維日尼察區，河道全長18公里，流域面積67.1平方公里。